# Зента Мауріня
Зе́нта Ма́уріня (латис. Zenta Mauriņa; 15 грудня 1897, Леясціємс, Ліфляндська губернія, Російська імперія — 25 квітня 1978, Базель, Швейцарія) — латвійська письменниця, есеїстка, філософ та перекладачка, дослідниця творчості Ф. М. Достоєвського. Їй першій в Латвії присвоєний ступінь доктора філології.

## Біографія
Народилась в сім'ї лікаря Роберта Мауріня та піаністки Меланії Мауріні. Дитинство провела в Гробіні. В п'ять років Зента Мауріня захворіла на поліомієліт, і все життя була прикована до інвалідного візка, борючись із фізичним болем.
Закінчила Лієпайську російську гімназію (1913—1915). У 1921 році Мауріня вступає на факультет філософії й філології Латвійського університету, через два роки обирає спеціалізацію по відділенню балтійської філології. Викладала в Ризькому педагогічному інституті та читала лекції в Латвійському університеті. Провідна лекторка Народного університету в Валміері.
Була одружена з Константином Раудіве.
З 1949 по 1963 роки — доцент Уппсальського університету. Кінець життя провела на півдні Німеччини, в містечку Бад-Кроцінген, де і похована на місцевому кладовищі.

## Роботи
Перша літературна публікація в газеті «Libausche Zeitung» — переклад розповіді Яніса Акуратерса «Mana vismīļā» на німецьку мову (1919). Всього в Латвії Зента Мауріня до 1944 року опублікувала 19 творів: монографії про Райніса, Достоєвського, Данте Аліг'єрі та ін., роман «Життя в поїзді» («Dzīves vilcienā») (1941), чисельні розповіді в періодичних виданнях, переклади та ін. твори. В період вигнання опубліковано 20 робіт латиською мовою та 27 — німецькою, а також переклади італійською, англійською, російською, шведською, голландською, фінською та данською мовою. За своє життя прочитала близько 600 публічних лекцій в Латвії, Німеччині, Швеції, Фінляндії, Австрії та Франції. Авторка понад 70 книг.

## Нагороди й звання
- 1965 — Почесна член Академії Ельзасу (Франція).
- 1968 — Орден «За заслуги перед Федеративною Республікою Німеччина» 1-го ступеня
- 1971 — Премія імені Конрада Аденауера Фонду Німеччина
- 1977 — Почесна громадянка Бад-Кроцінгена.